# Bory Chrobotkowe Puszczy Noteckiej
Bory Chrobotkowe Puszczy Noteckiej este o arie protejată (sit de importanță comunitară — SCI) din Polonia întinsă pe o suprafață de 2.309,03 ha, integral pe uscat.

## Localizare
Centrul sitului Bory Chrobotkowe Puszczy Noteckiej este situat la coordonatele 52°39′22″N 15°35′54″E / 52.656°N 15.5983°E.

## Înființare
Situl Bory Chrobotkowe Puszczy Noteckiej a fost declarat sit de importanță comunitară în octombrie 2009 pentru a proteja 1 specie de animale.

## Biodiversitate
Situată în ecoregiunea continentală, aria protejată conține 4 habitate naturale: Fânețe de joasă altitudine (Alopecurus pratensis, Sanguisorba officinalis), Mlaștini turboase de tranziție și turbării mișcătoare, Păduri central-europene de pin scoțian cu licheni, Vegetație psamofilă uscată cu pășuni deschise de Corynephorus și Agrostis.
La baza desemnării sitului se află o specie protejată de  mamifere: lupul (Canis lupus).